# Пльонтанізм
Пльонтанізм (від західноукраїнського діалектизму «пльонтати» — плести, переплітати) — техніка живопису, в якій тонкі переплетені лінії зливаються в зображення, мають щільну фактуру і складаються з павутиноподібних шарів фарби.

## Відомості
Авторську техніку «пльонтанізм» винайшов український художник Іван Марчук. Уперше застосував у пейзажі в 1972 році.
Її унікальність — у нанесенні фарби (переважно, темпера і акрил) тонкими кольоровими лініями, які переплітаються під різними кутами, чим досягається ефект об'ємності й світіння, одухотворення образів. Враховуючи складність майстерного виконання і трудомісткість фактично не підлягає відтворенню.
Пізніше «пльонтанізм», отримав значення авторського творчого методу — оригінальної системи світосприймання, а також його передачі на полотні, для якого притаманна асиметрія ритмічних скорочень у кольорі й штрихах (мазках), метафоричність і символізм, деформація зображень, чим досягається ефект кульмінаційної напруги статичних образів; концентрація довкола тем екзистенції, буття людини, її місця у світі та проблем самопізнання.

## Галерея робіт
| №   | Картина | Назва                        | Техніка          | Розміри (см) | Дата |
| --- | ------- | ---------------------------- | ---------------- | ------------ | ---- |
| 1.  |         | Ніч у степу                  | Картон, темпера  | 58 х 70      | 1984 |
| 2.  |         | Чари місячної ночі           | Полотно, акрил   | 100 х 130    | 2005 |
| 3.  |         | Зійшло сонце над Дніпром     | Полотно, акрил   | 100 х 130    | 2003 |
| 4.  |         | Вигравало сонце ритми свої   | Полотно, акрил   | 100 х 120    | 2003 |
| 5.  |         | Біля хати сонце ходить       | Картон, темпера  | 50 х 64      | 1982 |
| 6.  |         | Загорілось світло нічне      | Полотно, темпера | 76 х 76      | 1990 |
| 7.  |         | Весняні води                 | Полотно, темпера | 80 х 100     | 1982 |
| 8.  |         | Зима у Каневі                | Полотно, акрил   | 60 х 80      | 2007 |
| 9.  |         | Останній промінь             | Картон, темпера  | 50 х 72      | 1979 |
| 10. |         | Тихо над річкою              | Картон, темпера  | 58 х 70      | 1978 |
| 11. |         | Осяяні хати місячним світлом | Картон, темпера  | 40 х 30      | 1983 |
| 12. |         | Проміння ранкового сонця     | Полотно, акрил   | 56 х 71      | 2005 |
| 13. |         | Стелились тіні по дорозі     | Полотно, акрил   | 60 х 80      | 2004 |

## Пльонтанізм на грошових знаках

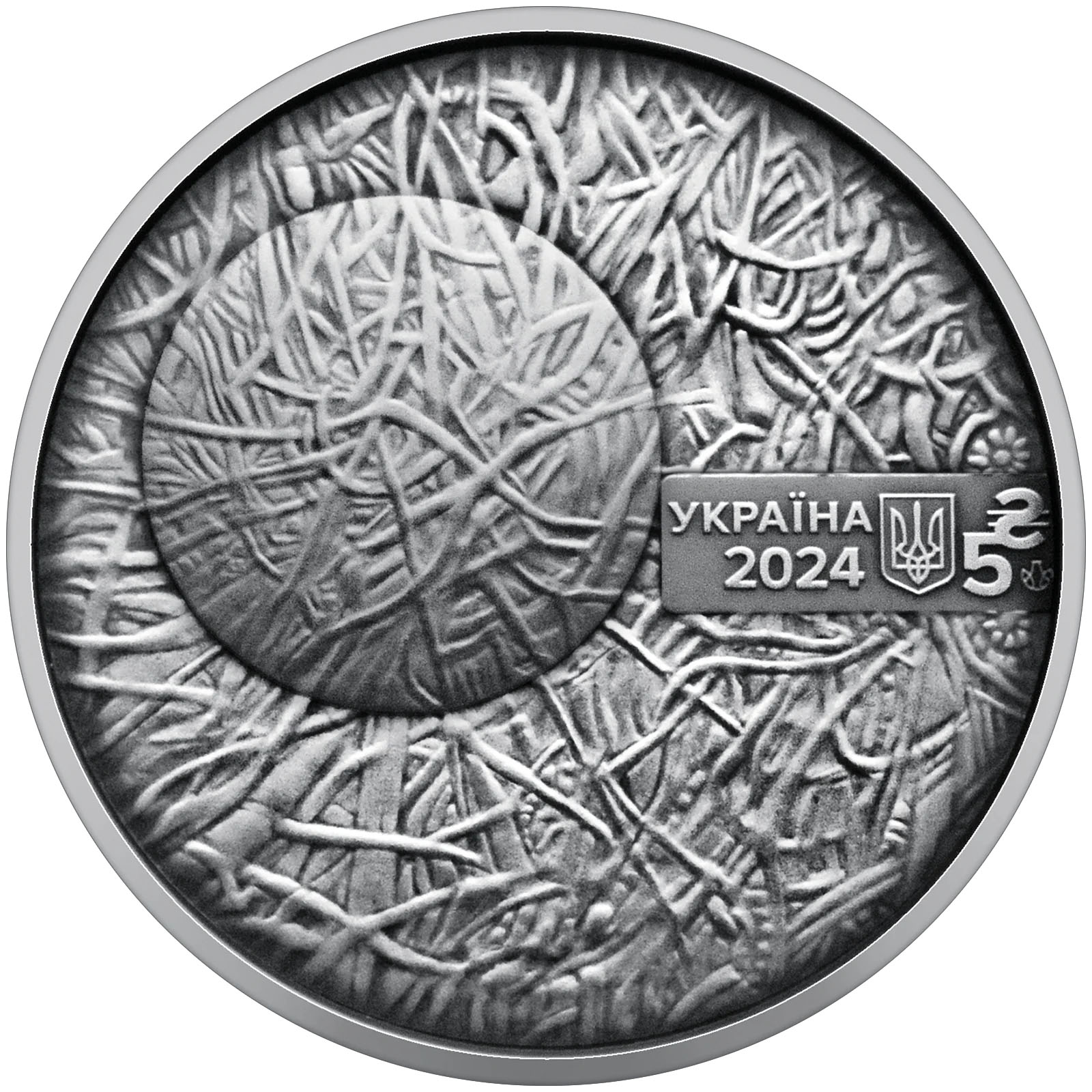
Аверс пам'ятної монети номіналом 5 гривень «Пльонтанізм (Іван Марчук)» Національного банку України (2024)
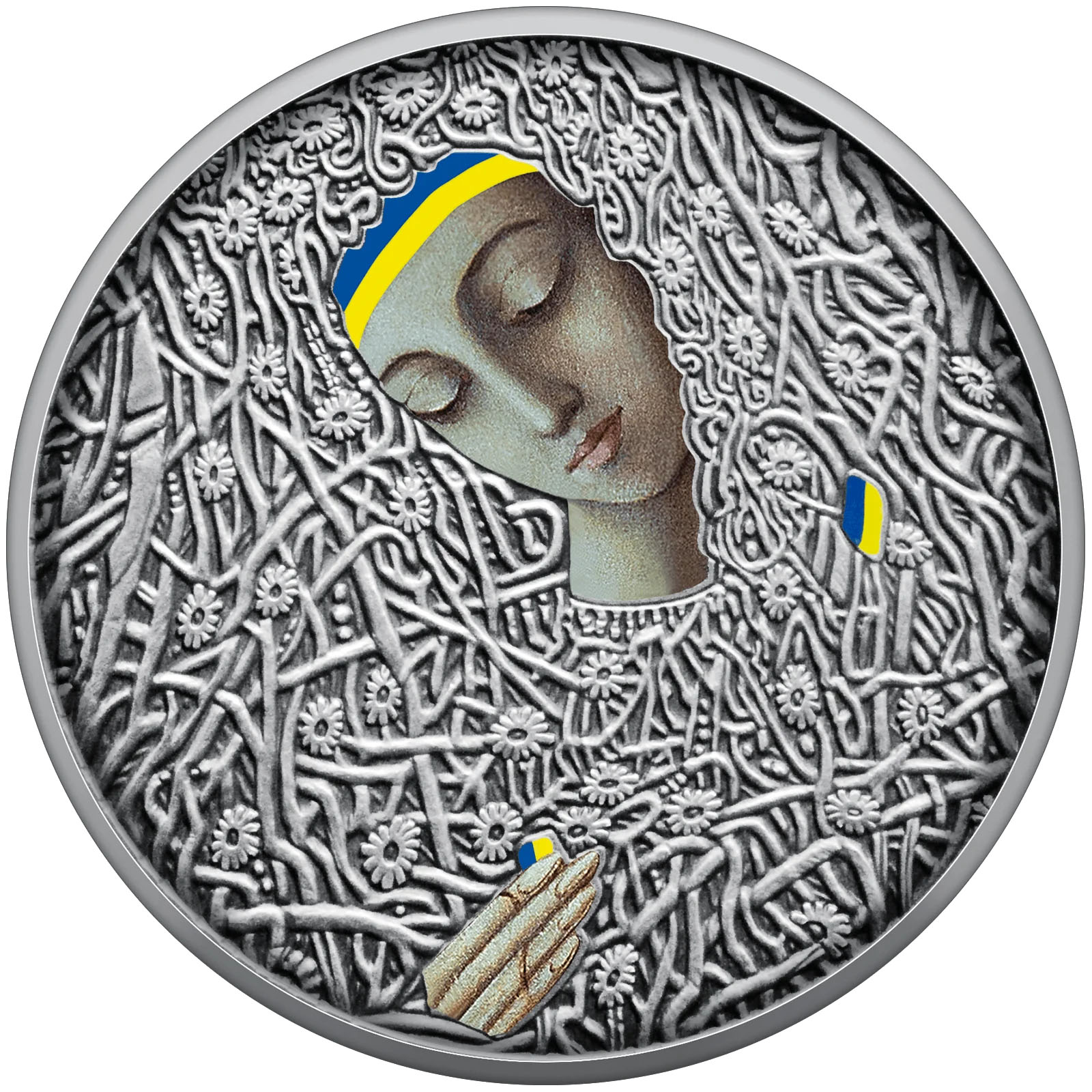
Раверс пам'ятної монети номіналом 5 гривень «Пльонтанізм (Іван Марчук)» Національного банку України (2024)
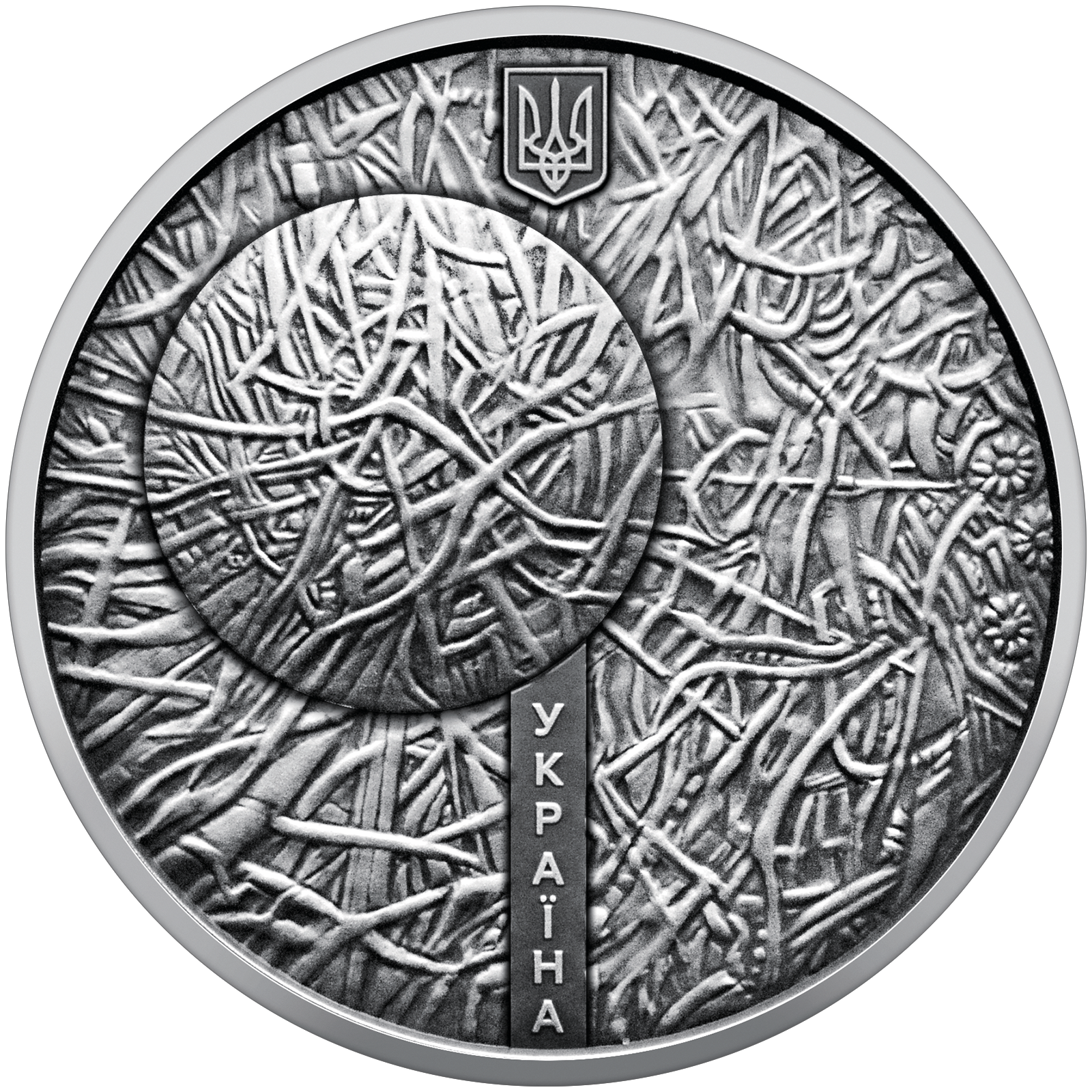
Аверс пам'ятної срібної монети номіналом 10 гривень «Пльонтанізм (Іван Марчук)» Національного банку України (2024)
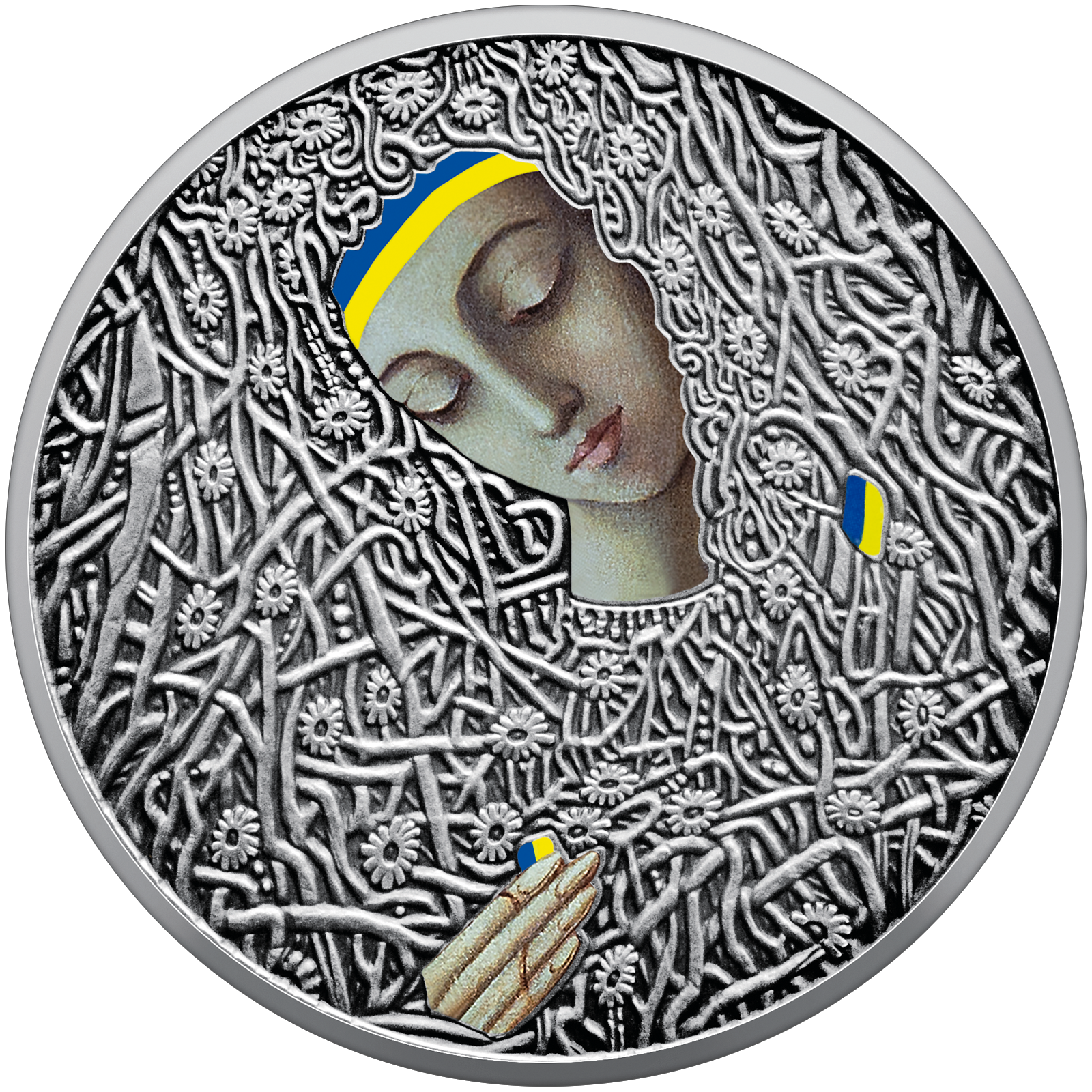
Раверс пам'ятної срібної монети номіналом 10 гривень «Пльонтанізм (Іван Марчук)» Національного банку України (2024)